# Erneszta
Az Erneszta női név az Erneszt férfinév női párja.

## Képzett és rokon nevek
- Ernesztin:[1] az Ernesztina rövidülése illetve az Erneszt férfinév angol női párja.[2]
- Ernesztina:[1] az Erneszta továbbképzése.[2]

Erna, Ernella

## Gyakorisága
Az 1990-es években az Erneszta és az Ernesztin szórványos név volt, az Ernesztina igen ritkán fordult elő, a 2000-es években nem szerepelnek a 100 leggyakoribb női név között.

## Névnapok
- január 12.[2]
- augusztus 29.[2]